# Hal Roachs filmografi
Dette er en liste over Hal Roachs filmografi.

## Film som producer (kortfilm)

### 1914
Willie (Campbell)
Willie's Haircut (MacGregor)
Willie Goes to Sea (Campbell)

### 1920
Number Please (Newmeyer)

### 1921
Now or Never (Newmeyer)
Among Those Present (Newmeyer)
Never Weaken (Newmeyer)

### 1922
The Timber Queen (Jackman—serial)
The Ropin' Fool (Badger)
Fruits of the Faith (Badger)
Our Gang (McGowan)
Young Sherlocks (McGowan and McNamara)

### 1923
Her Dangerous Path (Clements—serial)
Get Your Man (Jeske)
The Smile Wins (Jeske)
Boys to Board (McNamara)
Good Riddance (Jeske)
Jus' Passin' Through (Parrott)
Hustlin' Hawk (Pembroke)
Uncensored Movies (Clements)
Two Wagons, Both Covered (Wagner)

### 1924
Short Kilts (Jeske)
Smithy (Jeske)
Postage Due (Jeske)
Zeb vs. Paprika (Cedar)
Near Dublin (Cedar)
Brothers under the Chin (Cedar)
The Cowboy Shiek (Howe)
The Cake Eater (Howe)
Big Moments from Little Pictures (Howe)
High Brow Stuff (Wagner)
Going to Congress (Wagner)
Rupert of Cole Slaw (Rupert of Hee-Haw) (Pembroke)
Wide Open Spaces (Jeske)
Our Congressman (Wagner)
A Truthful Liar (Del Ruth)
Gee Whiz Genevieve! (Howe)
Don't Park There! (Guiol)
Jubilo, Jr. (McGowan)

### 1925
Is Marriage the Bunk (McCarey)
Isn't Life Terrible? (McCarey)
Yes, Yes, Nanette (Laurel and Hennecke)
Wandering Papas (Laurel)

### 1926
Madame Mystery (Laurel and Wallace)
Long Live the King (McCarey)
Thundering Fleas (McGowan)
Along Came Auntie (Guiol)
Crazy Like a Fox (McCarey)
Be Your Age (McCarey)
The Nickel Hopper (Jones)
Should Men Walk Home? (McCarey)
Should Tall Men Marry (Bruckman)

### 1927
Why Girls Say No (McCarey)
Slipping Wives (Guiol)
The Honorable Mr. Buggs (Jackman)
Fluttering Hearts (Parrott)
Love 'em and Weep (Guiol)
Why Girls Love Sailors (Guiol)
With Love and Hisses (Guiol)
Sailors Beware (Guiol)
Hats Off (Yates)
Love 'em and Feed 'em (Bruckman)
Do Detectives Think? (Guiol)
Call of the Cuckoo (Bruckman)
Assistant Wives (Parrott)
Flying Elephants (Butler)
Galloping Ghosts (Parrott)
Putting Pants on Philip (Bruckman)
The Lighter That Failed (Parrott)

### 1928
The Boy Friend (Guiol)
Spook-Spoofing (McGowan)
Rainy Days (Mack)
The Finishing Touch (Bruckman)
The Family Group (Guiol)
Dumb Daddies (Yates)
Edison, Marconi, & Co. (Mack)
Spoofing (McGowan)
Aching Youth (Guiol)
From Soup to Nuts (Kennedy)
Came the Dawn (Heath)
Barnum and Ringling, Inc. (McGowan)
Blow By Blow (Parrott)
You're Darn Tootin' (Kennedy)
Limousine Love (Guiol)
Tell It to the Judge (Guiol and Yates)
The Fight Pest (Guiol)
Fair and Muddy (Oezle)
Should Women Drive? (Yates)
Crazy House (McGowan)
That Night (Heath)
School Begins (Mack)
The Ol' Gray Hoss (McGowan)
Early to Bed (Flynn)
Imagine My Embarrassment (Yates)
Is Everybody Happy? (Yates)
Should Married Men Go Home? (Parrott)
The Battle of the Century (Bruckman)
The Booster (Yates)
Do Gentlemen Snore? (Heath)
Growing Pains (Mack)
A Pair of Tights (Yates)
Their Purple Moment (Parrott)
Habeas Corpus (Parrott)

### 1929
Bacon Grabbers (Foster)
Double Whoopee (Foster)
Hotter Than Hot (Foster)
Men o' War (Foster)
Railroadin' (McGowan)
Crazy Feet (Doane)
Lazy Days (McGowan)
Boxing Gloves (Mack)
Little Mother (film fra 1929)Little Mother (McGowan)
Wiggle Your Ears (McGowan)
Loud Soup (Foster)
The Holy Terror (Mack)
Dog Heaven (Mack)
Berth Marks (Foster)
Big Business (Horne)
The Hoose-Gow (Parrott)
The Big Squawk (Doane)
Cat, Dog, & Co. (Mack)
Bouncing Babies (McGowan)
Shivering Shakespeare (Mack)
The Real McCoy (Doane)
Noisy Noises (McGowan)
Movie Nights (Foster)
Snappy Sneezer (Doane)
The Perfect Day (Parrott)
Sky Boy (Rogers)
They Go Boom (Parrott)
Thin Twins (Horne)
Leaping Love (Doane)
That's My Wife (French)
Angora Love (Foster)
Feed 'em and Weep (Guiol)
The Head Guy (Guiol)
Rainy Days (Mack)
Skirt Shy (Rogers)
Stepping Out (Foster)
Unaccustomed as We Are (Foster)
Saturday's Lesson (McGowan)

### 1930
Pups Is Pups (McGowan)
Below Zero (Parrott)
Blotto (Parrott)
The King (Horne and Rogers)
When the Wind Blows (Horne)
The Big Kick (Doane)
Fast Work (Horne)
Night Owls (Parrott)
The Brats (Parrott)
A Tough Winter (McGowan)
The Laurel and Hardy Murder Case (Parrott)
The Fighting Parson (Rogers and Guiol)
The Shrimp (Rogers)
The First Seven Years (McGowan)
All Teed Up (Kennedy)

### 1931
Call a Cop! (Stevens)
Shiver My Timbers (McGowan)
High Gear (Stevens)
Catch-as-Catch-Can (Neilan)
Dogs Is Dogs (McGowan)
One Good Turn (Horne)
Come Clean (Horne)
The Kick-Off! (Stevens)
One of the Smiths (Parrott)
The Panic Is On (Parrott)
Helpmates (Parrott)
Beau Hunks ( Beau Chumps ) (Horne)
Big Ears (McGowan)
Hasty Marriage (Pratt)
Readin' and Writin' (McGowan)
Skip the Maloo (Parrott)
War Mamas (Neilan)
What a Bozo (Parrott)

### 1932
Wild Babies (Mack and French)
Free Eats (McCarey)
Hook and Ladder (McGowan)
The Old Bull (Marshall)
First in War (Doane)
Love Pains (Horne)
The Nickel Nurser (Doane)
Free Wheeling (McGowan)
The Pooch (McGowan)
Scram (McCarey)
A Lad an 'a Lamp (McGowan)
Spanky (McGowan)
You're Telling Me! (French and Mack)
The Soilers (Marshall)
Their First Mistake (Marshall)
Strictly Unreliable (Marshall)
Alum and Eve (Marshall)
Girl Grief (Parrott)
Hot Spot (Lord)
Show Business (White)
Too Many Women (Mack and French)
What Price Taxi (Lord)
Young Ironsides (Parrott)
The Chimp (Parrott)
Choo-Choo (McGowan)
County Hospital (Parrott)
In Walked Charley (Doane)
The Knockout (Mack and French)
The Music Box (Parrott)
Red Noses (Horne)

### 1933
Sons of the Desert (Seiter)
Busy Bodies (French)
Wild Poses (McGowan)
Asleep in the Feet (Meins)
One Track Minds (Meins)
Bedtime Worries (McGowan)
Luncheon at Twelve (Parrott)
Crook's Tour (McGowan)
The Rummy (Lord)
Thundering Taxis (Lord)
Midsummer Mush (Parrott)
The Cracked Ice Man (Parrott)
Beauty and the Bus (Meins)
Dirty Work (French)
Sherman Said It (Parrott)
Twin Screws (Parrott)
Rhapsody in Brew (Gilbert)
Mush and Milk (McGowan)
Forgotten Babies (McGowan)
The Kid from Borneo (McGowan)
Maids à la Mode (Meins)
Taxi Barons (Meins)
Wreckety Wrecks (Lord)
Air Fright (Meins)
Backs to Nature (Meins)
Fallen Arches (Meins)
The Bargain of the Century (Parrott)
Twice Two (Parrott)
The Midnight Patrol (French)

### 1934
Opened By Mistake (Parrott)
The Live Ghost (Rogers)
The Caretaker's Daughter (French)
For Pete's Sake (Meins)
Going Bye-Bye! (Rogers)
A Duke for a Day (Parrott)
The First Round-Up (Meins)
I'll Take Vanilla (Parrott and Dunn)
Four Parts (Parrott and Dunn)
Fate's Fathead (Parrott)
Washee Ironee (Parrott)
Next Week-End (Dunn)
Them Thar Hills (Rogers)
Movie Daze (Meins)
Another Wild Idea (Parrott and Dunn)
Apples to You! (Jason)
Babes in the Goods (Meins)
Bum Voyage (Grinde)
Hi Neighbor! (Meins)
Honky-Donkey (Meins)
I'll Be Suing You (Meins)
Maid in Hollywood (Meins)
Mike Fright (Meins)
Mrs. Barnacle Bill (French)
Mixed Nuts (Parrott)
Nosed Out (Yates)
The Private Life of Oliver the Eighth (French)
Something Simple (Parrot and Weems)
Soup and Fish (Meins)
Speaking of Relations (Yates)
Three Chumps Ahead (Meins)
You Bring the Ducks (Yates)
You Said a Hatful! (Parrott)
One Horse Farmers (Meins)
Benny from Panama (Parrott)
Music in Your Hair (Parrott)
Roamin' Vandals (Jason and Yates)
Done in Oil (Meins)

### 1935
Hot Money (Horne)
The Four Star Boarder (Parrott)
The Tin Man (Parrott)
Twin Triplets (Terhune)
Nurse to You (Parrott)
Treasure Blues (Parrott)
Shrimps for a Day (Meins)
Anniversary Trouble (Meins)
The Chases of Pimple Street (Parrott)
The Fixer-Uppers (Rogers)
The Infernal Triangle (Douglas)
Little Papa (Meins)
Little Sinner (Meins)
Lucky Beginners (Douglas)
Mama's Little Pirate (Meins)
Manhattan Monkey Business (Parrott and Law)
The Misses Stooge (Parrott)
Our Gang Follies of 1936 (Meins)
Poker at Eight (Parrott)
Public Ghost No. 1 (Parrott and Law)
Sing, Sister, Sing (Parrott)
Slightly Static (Terhune)
Southern Exposure (Parrott)
Sprucin' Up (Meins)
Teacher's Beau (Meins)
Thicker Than Water (Horne)
Tit for Tat (Rogers)
Top Flat (Terhune and Jevne)
Life Hesitates at Forty (Parrott and Law)
Pay As You Exit (Douglas)
Divot Diggers (McGowan)
Vamp till Ready (Parrott and Law)
Neighborhood House (Parrott and Law)
The Pinch Singer (Newmeyer)
Second Childhood (Meins)
The Count Takes the Count (Parrott and Law)
An All American Toothache (Meins)
Arbor Day (Newmeyer)
At Sea Ashore (Terhune)
Hill Tillies (Meins)
On the Wrong Trek (Parrott and Law)
Pan Handlers (Terhune)
Spooky Hooky (Douglas)
Two Too Young (Douglas)
Bored of Education (Douglas)

### 1937
Nobody's Baby (Meins)
Pick a Star (Sedgwick)
Night 'n' Gales (Douglas)
Rushin' Ballet (Douglas)
Roamin' Holiday (Douglas)
Our Gang Follies of 1938 (Douglas)
 Fishy Tales (Douglas)
Framing Youth (Douglas)
Glove Taps (Douglas)
Mail and Female (Newmayer)
Reunion in Rhythm (Douglas)
Hearts Are Thumps (Douglas)
Three Smart Boys (Douglas)

### 1938
Came the Brawn (Douglas)
Party Fever (Sidney)
Mein in Fright (Sidney)
Hide and Shriek (Douglas)
Football Romeo (Sidney)
Practical Jokers (Sidney)
Canned Fishing (Douglas)
Feed 'em and Weep (Douglas)
Three Men in a Tub (Watt)

### 1939
Dog Daze (Sidney)
Joy Scouts (Cahn)
Auto Antics (Cahn)
Clown Princes (Sidney)
Cousin Wilbur (Sidney)

## Film som producer og instruktør (kortfilm)

### 1914
Just Nuts
Lonesome Luke
Once Every Ten Minutes
Spit-Ball Sadie
Fresh from the Farm
Soaking the Clothes
Pressing His Suit
Terribly Stuck Up
A Mix-Up for Maisie
Some Baby
Giving Them Fits
Bughouse Bellhops
Ragtime Snapshots
Great While It Lasted
Tinkering with Trouble
A Foozle at a Tea Party
Peculiar Patients' Pranks
Lonesome Luke, Social Gangster
Ruses, Rhymes and Roughnecks

### 1916
Luke Leans to the Literary
Luke Lugs Luggage
Luke Lolls in Luxury
Luke, the Candy Cut-Up
Luke Foils the Villain
Luke Pipes the Pippins
Skylight Sleep
Luke's Late Lunchers
Luke Laughs Last
Luke's Fatal Flivver
Them Was the Happy Days!
In Soft in a Studio
Lonesome Luke, Circus King
Lady Killers
Luke's Society Mixup
Luke's Washful Waiting
Luke Rides Roughshod
Luke, Crystal Gazer
Luke's Lost Lamb
Braver Than the Bravest
Luke Does the Midway
Caught in a Jam
Luke Joins the Navy
Busting the Beanery
Luke and the Mermaids
Jailed
Luke's Speedy Club Life
Luke's Preparedness Preparation
Luke and the Bang-Tails
Luke, the Chauffeur
Luke and the Bomb Throwers
Reckless Wrestlers
Luke, Gladiator
Luke, Patient Provider
Luke's Movie Muddle
Luke's Fireworks Fizzle
Luke Locates the Loot
Luke's Shattered Sleep
Trouble Enough
Luke and the Rural Roughnecks
Luke's Double

### 1917
Lonesome Luke's Lively Life
Skinny Gets a Goat
Skinny's False Alarm
Skinny's Shipwrecked Sand-Witch
Lonesome Luke on Tin Can Alley
Lonesome Luke's Honeymoon
Lonesome Luke, Plumber
Stop! Luke! Listen!
Lonesome Luke, Messenger
Lonesome Luke, Mechanic
Lonesome Luke's Wild Women
Over the Fence
Lonesome Luke Loses Patients
Pinched Bliss
Rainbow Island
Love, Laughs and Lather
Bashful
All Aboard
By the Sad Sea Waves
The Flirt
Lonesome Luke from London to Laramie
Birds of a Feather
Clubs Are Trump
We Never Sleep
Move On
One Quarter Inch
The Tip
Luke's Last Liberty
Luke's Busy Days
Luke's Trolley Trouble
Lonesome Luke, Lawyer
Luke Wins Ye Ladye Faire
Lonesome Luke's Lively Rifle

### 1918
The Movie Dummy
The Big Idea
The Lamb
Hello Teacher
Hit Him Again
A One Night Stand
Beat It
A Gasoline Wedding
Look Pleasant, Please
Here Come the Girls
Let's Go
On the Jump
Follow the Crowd
Pipe the Whiskers
It's a Wild Life
Hey There!
His Busy Day
Kicked Out
The Non-Stop Kid
Two-Gun Gussie
The Junkman
Fireman, Save My Child
The City Slicker
Sic 'Em, Towser
Somewhere in Turkey
Cleopatsy
Are Crooks Dishonest?
The Furniture Movers
Bees in His Bonnet
Step Lively (1917?)
An Ozark Romance
Fire the Cook
Kicking the Germ Out of Germany
Beach Nuts
That's Him
Do Husbands Deceive?
Bride and Gloom
Nipped in the Bud
Two Scrambled
The Dippy Daughter
The Great Water Peril
Swing Your Partners
No Place Like Jail
Why Pick on Me?
An Enemy of Soap
Just Rambling Along
Hear 'Em Rave
Nothing But Trouble
Take a Chance
Check Your Baggage
She Loves Me Not
Wanted – $5,000
Going! Going! Gone!
Ask Father
On the Fire
Look Out Below
Next Aisle Over

### 1919
Do You Love Your Wife?
Love's Young Scream
Hustling for Health
Toto's Troubles
Hoot Man
I'm on My Way
The Dutiful Dub
A Sammy in Siberia
Just Dropped In
Crack Your Heels
Ring Up the Curtain
Young Mr. Jazz
Si Senor
Before Breakfast
The Marathon
Back to the Woods
Pistols for Breakfast
Swat the Crook
Off the Trolley
Spring Fever
Billy Blazes, Esq.
Just Neighbors
At the Old Stage Door
Never Touched Me
A Jazzed Honeymoon
Count Your Change
Chop Suey & Co.
Heap Big Chief
Don't Shove
Be My Wife
The Rajah
He Leads, Others Follow
Soft Money
All at Sea
Call for Mr. Caveman
Giving the Bride Away
It's a Hard Life
From Hand to Mouth
His Only Father
Pay Your Dues
Bumping into Broadway
Captain Kidd's Kids
His Royal Slyness

### 1920
Order in the Court
How Dry I Am
Red Hot Hottentots
Why Go Home?
Slippery Slickers
The Dippy Dentist
Looking for Trouble
Tough Luck
The Floor Below
All Lit Up
Getting His Goat
Waltz Me Around
Raise the Rent
Find the Girl
Fresh Paint
Flat Broke
Cut the Cards
The Dinner Hour
Speed to Spare
Don't Weaken
Shoot on Sight
The Eastern Westerner
Haunted Spooks
Drink Hearty
Trotting Through Turkey
Merely a Maid
All Dressed Up
Grab the Ghost
You're Pinched
Start the Show
High and Dry
All in a Day
Any Old Port
Don't Rock the Boat
Hello Uncle
The Home Stretch
Call a Taxi
Little Miss Jazz
A Regular Pal
Go As You Please
Rock-a-bye Baby
Money to Burn
Doing Time
Fellow Citizens
Alias Aladdin
Mamma's Boy
The Sandman
When the Wind Blows
Insulting the Sultan
Queens Up
The Dear Departed
Park Your Car
Cracked Wedding Bells
A London Bobby
June Madness
Live and Learn

### 1921
The Sleepy Head
Greek Meets Greek
The Morning After
Pinning It On
Burglars Bold
Open Another Bottle
Prince Pistachio
Cash Customers
A Straight Crook
Big Game
Save Your Money
I Do (co-d)
Bubbling Over
Catching a Coon
Fellow Romans
Fifteen Minutes
His Best Girl
Hobgoblins
Hurry West
The Kiljoys
The Love Lesson
Make It Snappy
On Location
Paint and Powder
No Children
Oh, Promise Me
Penny-in-the-Slot
Rush Orders
Running Wild
Where's the Fire?
Own Your Home
The High Rollers
You're Next
The Bike Bug
At the Ringside
What a Whopper
No Stop-Over
Teahing the Teacher
Spot Cash
Name the Day
Stop Kidding
The Jail Bird
On Their Way
Late Lodgers
The Chink
Rough Seas
Gone to the Country
The Lucky Number
Sweet By and By
A Zero Hour
Dodge your Debts
Law and Order
Late Hours
Trolley Troubles
The Joy Rider
The Hustler
The Pickaninny
Sink or Swim
Shake 'em Up
The Corner Pocket
Try, Try Again
Lose No Time
Loose Change
Call the Witness

### 1922
Years to Come
Blow 'em Up
Stage Struck
Rich Man, Poor Man
Down and Out
Pardon Me
The Bow Wows
High Tide
Hot Off the Press
The Anvil Chorus
Jump Your Job
Stand Pat
Full o' Pep
Kill the Nerve
Days of Old
Light Showers
Do Me a Favor
The Movie
Punch the Clock
Strictly Modern
Hale and Hearty
Many Happy Returns
Some Baby
Friday the 13th
Fair Week
The Man Haters
A Bed of Roses
The Late Lamented
The Dumb-Bells
The Sleuth
The Bride-to-Be
Busy Bees
Take Next Car
The Stone Age
Touch All the Bases
The Truth Juggler
Rough on Romeo
Wet Weather
One Terrible Day
365 Days
The Landlubber
Bone Dry
Soak the Sheik
Face the Camera
The Uppercut
Fire Fighters
The Old Sea Dog
Out on Bail
Shiver and Shake
Shine 'em Up
Hook, Line, and Sinker
Washed Ashore
The Flivver
Blaze Away
The Golf Bug
Saturday Morning
Between Meals
Pay the Cashier
Dig Up
Paste and Paper
The Green Cat
The Only Son
The Champeen
Before the Public
Good Morning, Judge
Hired and Fired
I'll Take Vanilla
Leave It to Me
Fire the Fireman
Newly Rich
The Non-Skid Kid
A Quiet Street
The Roustabout
A Tough Winter
Watch Your Wife
A White Blacksmith

### 1923
Don't Say Die
Harvest Hands
Mr. Hyppo
Once Over
Jailed and Bailed
A Loose Tightwad
The Cobbler
Tight Shoes
The Big Show
Shoot Straight
Do Your Stuff
For Safe Keeping
A Pleasant Journey
Bowled Over
Where Am I? Sunny Spain
Speed the Swede
California or Bust
The Noon Whistle
White Wings
Giants vs. Yanks
Don't Flirt
Sold at Auction
For Art's Sake
Back Stage
Under Two Jags
The Watch Dog
Fresh Eggs
Pick and Shovel
Courtship of Miles Sandwich
Dogs of War!
Collars and Cuffs
The Uncovered Wagon
Kill or Cure
Jack Frost
For Guests Only
Lodge Night
Gas and Air
Oranges and Lemons
Post No Bills
The Mystery Man
Be Honest
Live Wires
July Days
Short Orders
Take the Air
The Walkout
Let's Build
A Man about Town
No Noise
Finger Prints
Roughest Africa
Stepping Out
No Pets
Frozen Hearts
Winner Take All
Stage Fright
Heavy Seas
It's a Gift
Derby Day
Save the Ship
Go West
The Soilers
Sunday Calm
Fully Insured
Scorching Sands
The Great Outdoors
Join the Circus
Mother's Joy
Lovey Dovey
It's a Boy
The Darkest Hour
One of the Family
At First Sight
Tire Troubles
The Big Idea
Bowled Over
The Knockout
Once Over

### 1924
The White Sheep (+ sc)
The Bar Fly
Help One Another
Just a Minute
Big Business
Powder and Smoke
The Man Pays
Political Pull
Hard Knocks
Love's Detour
The Buccaneers
Love's Reward
Hunters Bold
Don't Forget
The Fraidy Cat
Seein' Things
Friend Husband
Our Little Nell
Hit the High Spots
One at a Time
Get Busy
Commencement Day
Publicity Pays
North of 50–50
April Fool
Bottle Babies
Position Wanted
Cradle Robbers
Up and at 'em
Fast Black
Suffering Shakespeare
Jeffries, Jr.
Why Husbands Go Mad
Radio Mad
A Ten Minute Egg
Seeing Nellie Home
It's a Bear
A Hard-Boiled Tenderfoot
Sweet Daddy
High Society
Why Men Work
South o' the North Pole
Outdoor Pajamas
The Sun Down Limited
Sittin' Pretty
Should Landlords Live?
The Lost Dog
Too Many Mammas
The Goofy Age
Every Man for Himself
Bungalow Boobs
The Sky Plumber
Hot Stuff
Accidental Accidents
Hot Heels
Fast Company
All Wet
Are Blond Men Bashful?
Deaf, Dumb, and Daffy
The Poor Fish
Meet the Missus
The Mysterious Mystery!
The Royal Razz
Just a Good Guy
The Rubberneck
The Wages of Tin
The Rat's Knuckes
The Big Town
Hello Baby
Laugh That Off
The Family Entrance
Fighting Fluid
A Perfect Lady
Stole Goods
Young Oldfield

### 1925
All Wool
Are Husbands Human?
Are Parents Pickles?
Ask Grandma
Bad Boy
Better Movies
The Big Kick
Big Red Riding Hood
Black Hand Blues
The Bouncer
Boys Will Be Joys
The Caretaker's Daughter
Change the Needle
Chasing the Chaser
Circus Fever
Cuckoo Love
Daddy Goes a-Grunting
Dog Days
Excuse My Glove
Flaming Flappers
The Fox Hunt
Grief in Bagdad
Hard Boiled
The Haunted Honeymoon
His Wooden Wedding
Hold My Baby
In the Grease!
Innocent Husbands
Laughing Ladies
Looking for Sally
The Love Bug
Madame Sans Jane
Mary, Queen of Tots
Moonlight and Noses
No Father to Guide Him
Official Officers
One Wild Ride
Papa, Be Good!
Plain and Fancy Girls
A Punch in the Nose
Riders of the Kitchen Range
The Royal Four Flush
A Sailor Papa
Sherlock Sleuth
Shootin' Injuns
Should Husbands Be Watched?
Should Sailors Marry?
Solid Ivory
Somewhere in Somewhere
Starvation Blues
Sure-Mike
Tame Men and Wild Women
Tell It to a Policeman
There Goes the Bride
Thundering Landlords
The Uneasy Three
Unfriendly Enemies
What Price Goofy?
Wild Papa
Your Own Back Yard

### 1926
Tol'able Romeo
Hold Everything
Good Cheer
What's the World Coming To?
Charley My Boy
Long Pants
Your Husband's Past
Buried Treasure
The Hug Bug
Mam, Behave
Monkey Business
Dizzy Daddies
Wife Tamers
Do Your Duty
Ukelele Sheiks
Baby Clothes
Scared Stiff
Mum's the Word
Don Key, Son of Burro
Say It with Babies
Uncle Tom's Uncle
He Forgot to Remember
Never Too Old
Cow's Kimono
Mighty Like a Moose
Merry Widower
Shivering Spooks
Fourth Alarm
Bromo and Juliet
Wise Guys Prefer Brunettes
Tell 'em Nothing
Get 'em Young
On the Front Page
War Feathers
There Ain't No Santa Claus
45 Minutes fromHollywood
Telling Whoppers
Many Scrappy Returns

### 1927
Bring Home the Turkey
Are Brunettes Safe?
Duck Soup
Ten Years Old
Forgotten Sweeties
Love My Dog
Jewish Prudence
Bigger and Better Blondes
Tired Business Men
Eve's Love Letters
Don't Tell Everything
Glorious Fourth
What Women Did for Me
Olympic Games
Should Husbands Come First?
The Way of All Pants
What Every Iceman Knows
A One-Mama Man
Now I'll Tell One
Chicken Feed
Fighting Fathers
The Smile Wins

### 1929
Dad's Day
Hurdy Gurdy
When Money Comes
Madame Q
Why Is a Plumber?
Thundering Toupees

### 1931
Let's Do Things
The Pajama Party

### 1932
On the Loose

### 1933
Arabian Tights
Nature in the Wrong

### 1934
The Ballad to Paducah Jail

## Film som producer (fuldlængdefilm)

### 1921
A Sailor Made Man (Newmeyer) (+ co-sc)

### 1922
Grandma's Boy (Newmeyer) (+ co-sc)
Dr. Jack (Newmeyer) (+ co-sc)

### 1923
Safety Last! (Newmeyer and Taylor) (+ co-sc)
Why Worry? (Newmeyer and Taylor)
The Call of the Wild (Jackman)

### 1924
The King of Wild Horses (Jackman) (+ sc)
Hot Water (Taylor and Newmeyer)
The Battling Orioles (Wilde and Guiol) (+ sc)

### 1925
Black Cyclone (Jackman) (+ sc)

### 1931
Pardon Us (Parrott)

### 1932
Pack Up Your Troubles (Marshall and McCarey)

### 1934
Babes in Toyland (Rogers and Meins)

### 1935
Vagabond Lady (Taylor)
Bonnie Scotland (Horne)

### 1936
The Bohemian Girl (Horne and Rogers)
Kelly the Second (Meins)
Mister Cinderella (Sedgwick)
Our Relations (Lachman)

### 1937
Way Out West (Horne)

### 1938
Merrily We Live (McLeod)
Swiss Miss (Blystone)
Block-Heads (Blystone)
There Goes My Heart (McLeod)

### 1939
Topper Takes a Trip (McLeod)
Zenobia (Douglas)

### 1940
Of Mice and Men (Milestone)
A Chump at Oxford (Goulding)
Saps at Sea (Douglas)
Captain Caution (Wallace)

### 1941
Broadway Limited (Douglas)
Tanks a Million (Guiol)
All American Co-Ed (Prinz and H. Roach, Jr.)
Niagara Falls (Douglas)
Miss Polly (Guiol)
Fiesta (Prinz)
Hay Foot (Guiol)
Topper Returns (Del Ruth)

### 1942
Dudes Are Pretty People (H. Roach, Jr.)
Brooklyn Orchid (Neumann)
About Face (Neumann)
Calaboose (H. Roach, Jr.)
Fall In (Neumann)
Flying with Music (Archainbaud)
The McGuerins from Brooklyn (Neumann)
Nazty Nuisance (Tryon)
Prairie Chickens (H. Roach, Jr.)
Taxi, Mister (Neumann)
Yanks Ahoy (Neumann)
The Devil with Hitler (Douglas)

### 1947
The Fabulous Joe (Foster) (exec)
Curley (Carr) (exec)

### 1948
Here Comes Troubles (Guiol) (exec)
Who Killed Doc Robbin (Carr) (exec)

### 1966
One Million Years B.C. (Chaffey) (co)

## Film som producer og instruktør (fuldlængdefilm)

### 1924
Girl Shy

### 1926
The Devil Horse

### 1930
Men of the North

### 1933
Fra Diavolo ( The Devil's Brother ) (co-d)

### 1936
General Spanky

### 1939
Captain Fury
The Housekeeper's Daughter

### 1940
One Million B.C. (co)
Turnabout

### 1941
Road Show

### 1967
The Crazy World of Laurel and Hardy (compilation)